# 八尾市立山本球場
八尾市立山本球場（やおしりつやまもときゅうじょう）は、大阪府八尾市にある野球場。施設は八尾市が所有し、八尾体育振興会が指定管理者として運営管理を行っている。

## 歴史
1938年（昭和13年）、住友本社により「住友球場（すみともきゅうじょう）」として竣工。おもに住友財閥系企業従業員の親睦のために用いられた。1950年（昭和25年）に近畿日本鉄道が買収し、近鉄パールス（のちの大阪近鉄バファローズ）の練習グラウンドとして使用された後、1956年（昭和31年）に八尾市に移管された。
1980年代には老朽化が著しかった上、以前は外野に防球ネットがなく、稀に場外へ飛び出した打球が外野場外にある公務員宿舎(現・国立大学法人　大阪教育大学山本宿舎)の窓ガラスに直撃することがあった。1991年（平成3年）にメインスタンドとスコアボードが改築され、現在の姿となった。
両翼90m、中堅100mと狭隘なフィールドで、軟式野球、ソフトボール、少年硬式野球が主な用途である。また地元では山球（やまきゅう）という略称でも呼ばれる。

## 施設概要
- グラウンド面積：9,865m2
- 両翼：90m、中堅：100m
- 内野：クレー舗装（黒土・川砂混合土）、外野：天然芝（ティフトン）
- スコアボード：磁気反転式
- 収容人員：2,000人（外野スタンドなし）

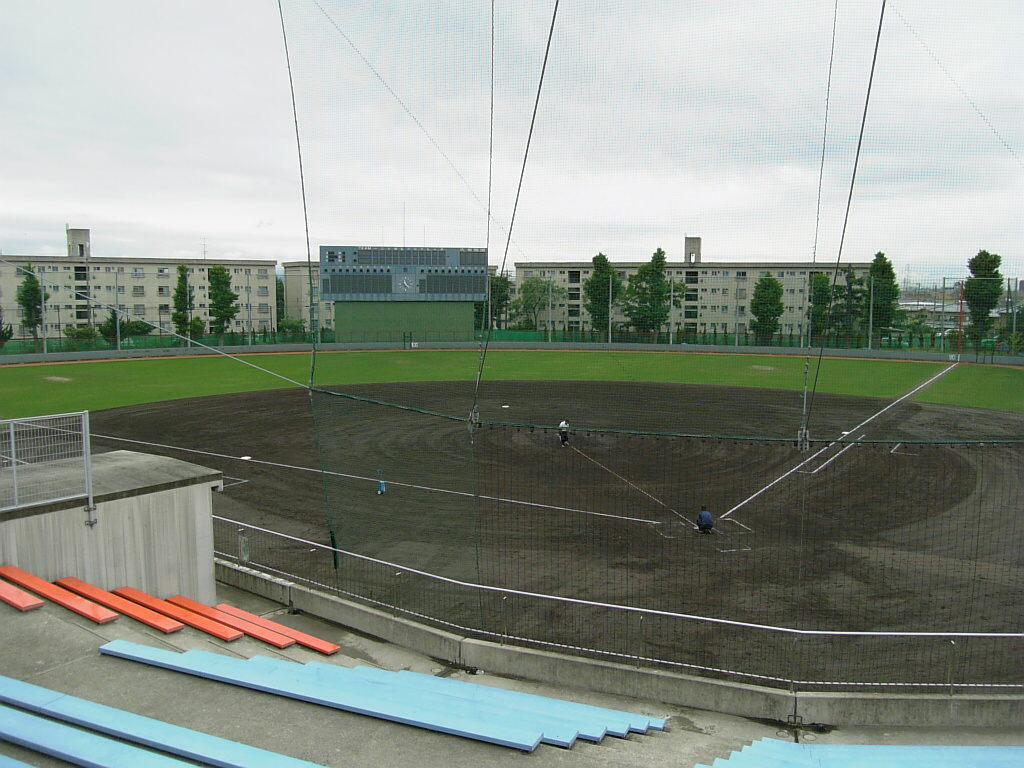
グラウンド

## 交通
- 近鉄大阪線 河内山本駅または高安駅から、いずれも徒歩約10分
- 大阪府道15号八尾茨木線